# (1487) Boda
(1487) Boda – planetoida z grupy pasa głównego asteroid okrążająca Słońce w ciągu 5 lat i 210 dni w średniej odległości 3,14 au. Została odkryta 17 listopada 1938 roku w Landessternwarte Heidelberg-Königstuhl w Heidelbergu przez Karla Reinmutha. Nazwa planetoidy pochodzi od Karla Boda, niemieckiego astronoma. Przed nadaniem nazwy planetoida nosiła oznaczenie tymczasowe (1487) 1938 WC.